# Messier 100
Messier 100 (também conhecida como M100 ou NGC 4321) é uma galáxia espiral barrada localizada a cerca de 52,5 milhões de anos-luz de distância na constelação de Coma Berenices. Foi descoberto em 1781 por Pierre Méchain. É uma das mais brilhantes galáxias no aglomerado de Virgem. Cinco supernovas foram identificados em M100: SN 1901b, SN 1914A, SN 1959E, 1979c SN e SN 2006X.

## Descoberta e visualização
A galáxia espiral foi descoberta pelo astrônomo francês Pierre Méchain em 15 de março de 1781, juntamente com Messier 99. Quase um mês depois, em 13 de abril, seu colega de observatório Charles Messier decidiu observá-la e foi incluída em seu catálogo.
Foi uma das primeiras galáxias espirais reconhecidas, por William Parsons em 1850, listada por ele como uma de suas 14 "nebulosas espirais".
Pode ser vista com telescópios amadores razoáveis. Seu núcleo galáctico pode ser visto mesmo em pequeno telescópios ou bons binóculos como uma mancha nebulosa elíptica. Seus braços mais brilhantes podem ser vistos com telescópios de 4 polegadas de abertura.

## Características

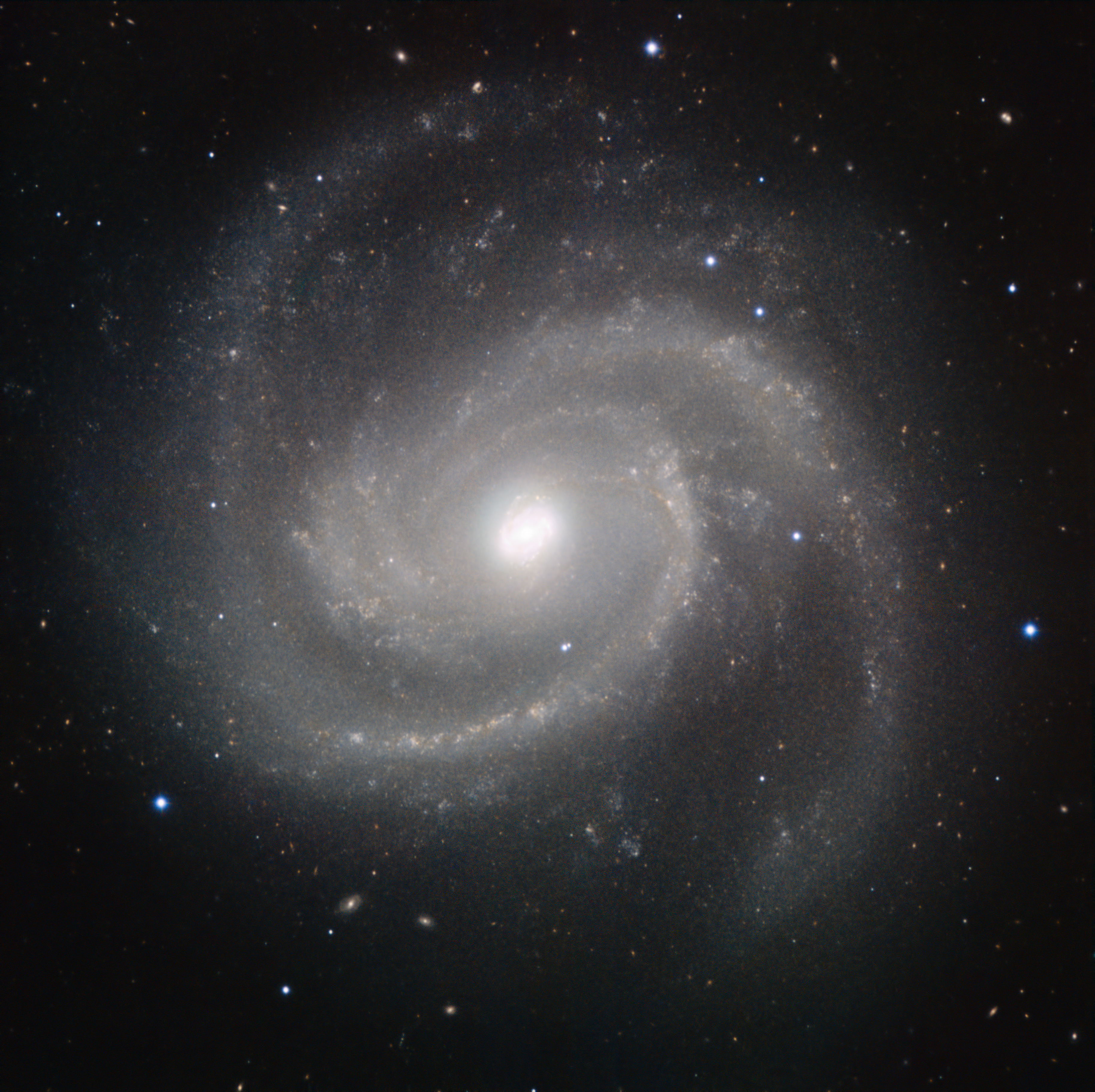
Messier 100, ESO

É uma das galáxias espirais mais notáveis para a astronomia amadora e é um dos membros mais brilhantes do aglomerado de Virgem. Tem dois braços mais brilhantes e notáveis, compostas de estrelas jovens, maciças, azuis formadas recentemente (em termos astronômicos),  e vários outros braços menos brilhantes. As estrela azuis formaram-se a partir de perturbações que a galáxia sofreu de galáxias vizinhas.
Investigações realizadas com o Telescópio Espacial Hubble descobriram mais de 20 estrelas variáveis cefeidas, assim como uma nova. A partir de suas cefeidas, foi-se possível determinar sua distância em relação à Terra, estimada em cerca de 56 ± 6 milhões de anos-luz, a primeira distância com precisão satisfatória de todo o aglomerado de Virgem.
Em seu disco galáctico interno, há uma intensa atividade de formação estelar. Até o momento, cinco supernovas foram descobertas em M100: SN 1901B, uma supernova tipo I, descoberta em março de 1901 e alcançou uma magnitude aparente máxima de 15,6; SN 1914A, descoberta em fevereiro ou março de 1914, alcançando uma magnitude máxima de 15,7; SN 1959E, descoberta em 21 de fevereiro de 1960, embora tenha explodido em agosto ou setembro de 1959, alcançando uma magnitude máxima de 17,5; SN 1979C, uma supernova tipo II, descoberta em 15 de abril de 1979, alcançando uma magnitude máxima de 11,6 (seu remanescente continua a ser detectado em rádio ou em raios-X mesmo atualmente); e SN 2006X, descoberta em 7 de fevereiro de 2006 por Shoji Suzuki e Marco Migliardi, alcançando uma magnitude aparente de 13,5.

## Galeria

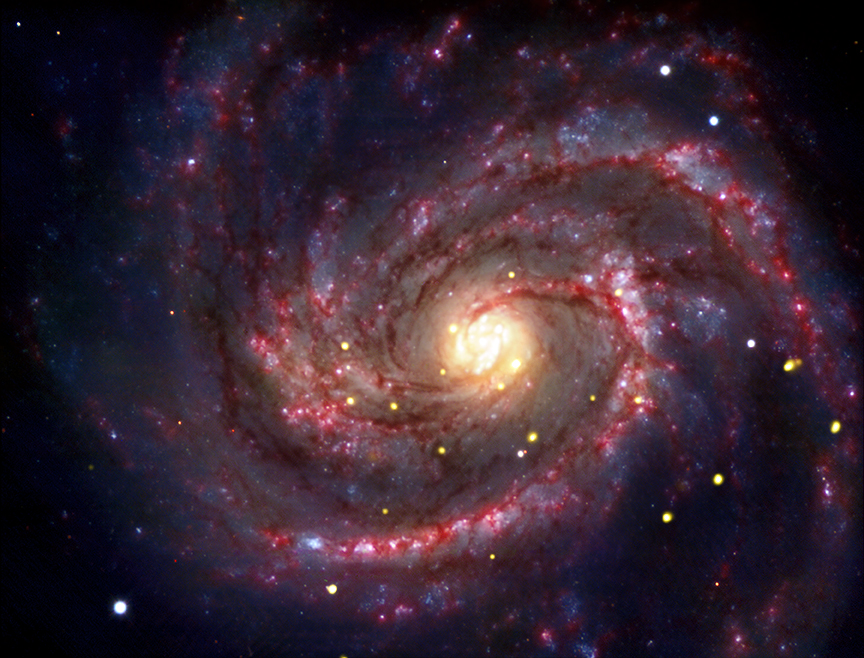
Messier 100, Observatório de raios-X Chandra
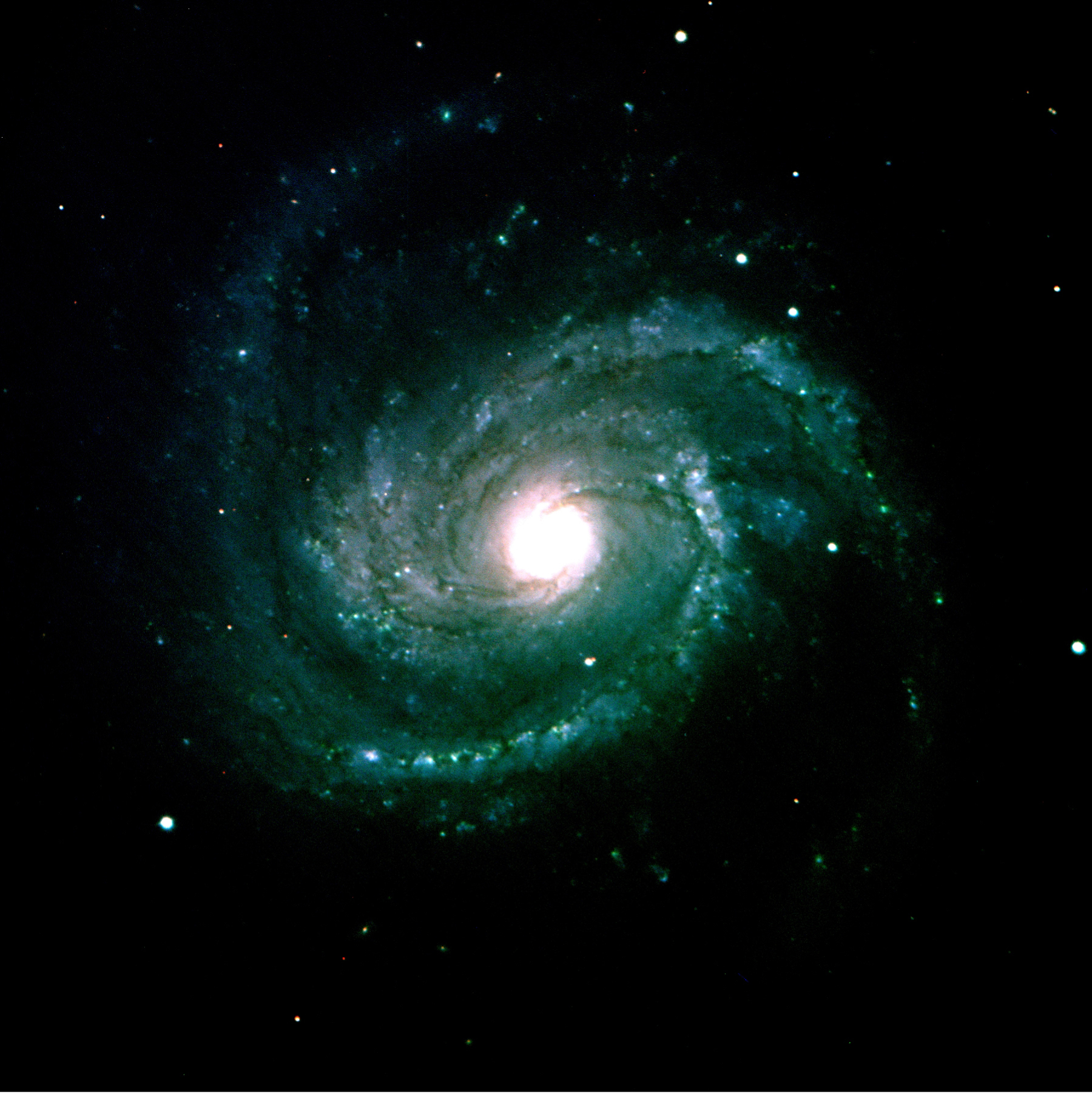
Messier 100, ESO
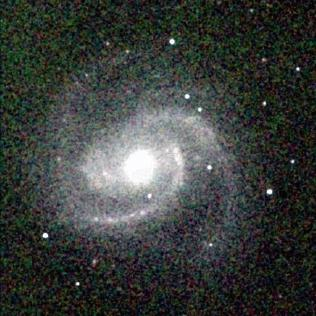
Messier 100, projeto 2MASS
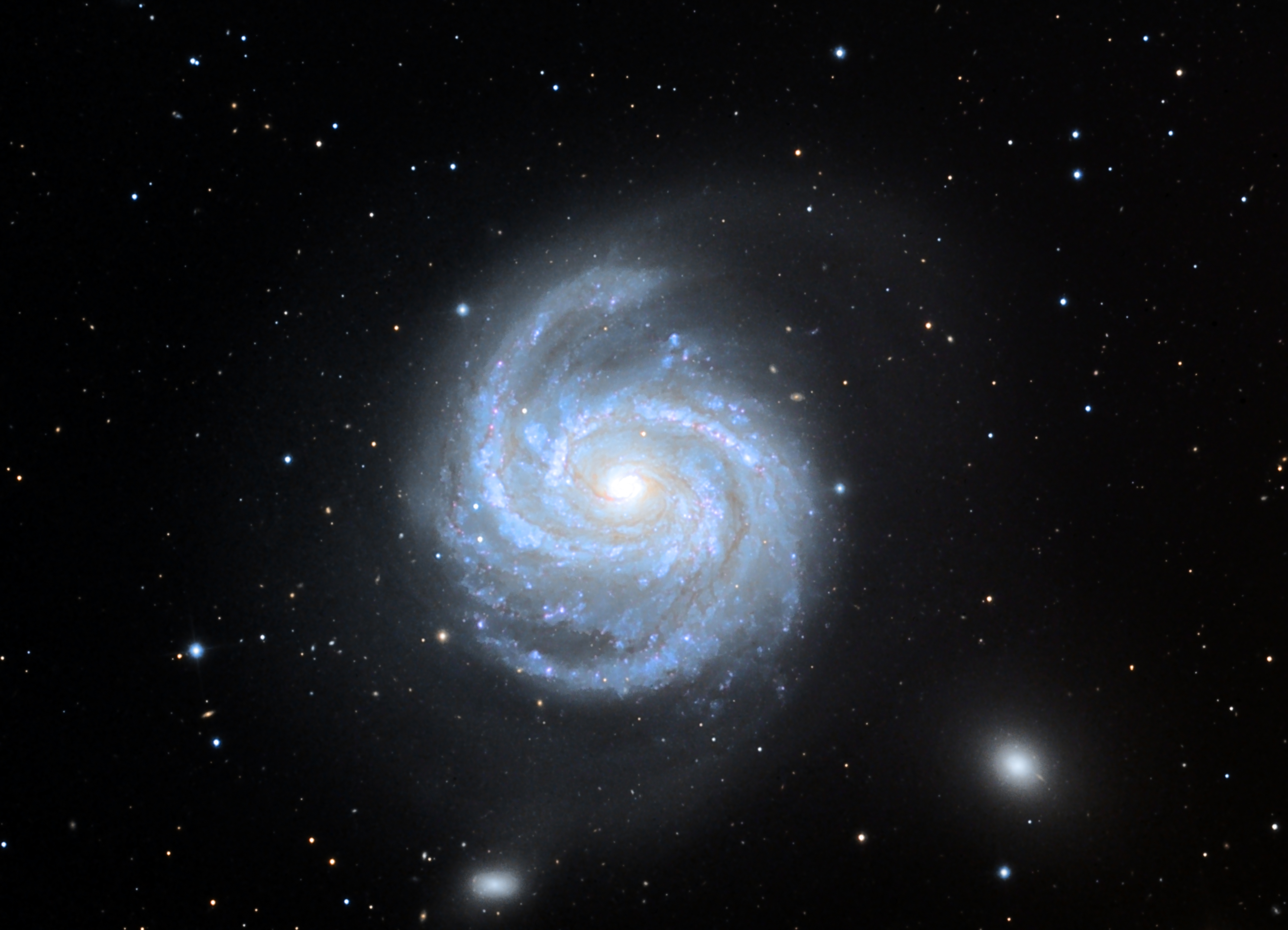
Messier 100, ESO
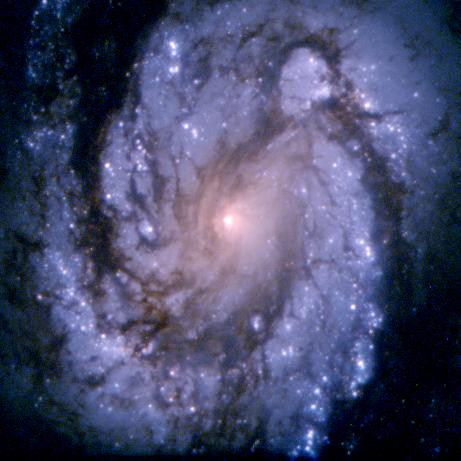
Messier 100, Telescópio Espacial Hubble
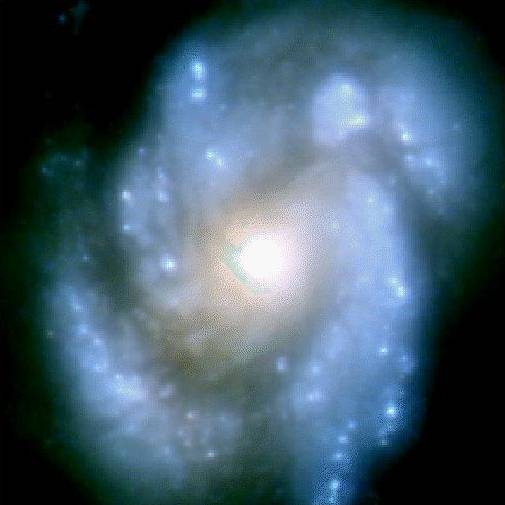
Messier 100, Telescópio Espacial Hubble
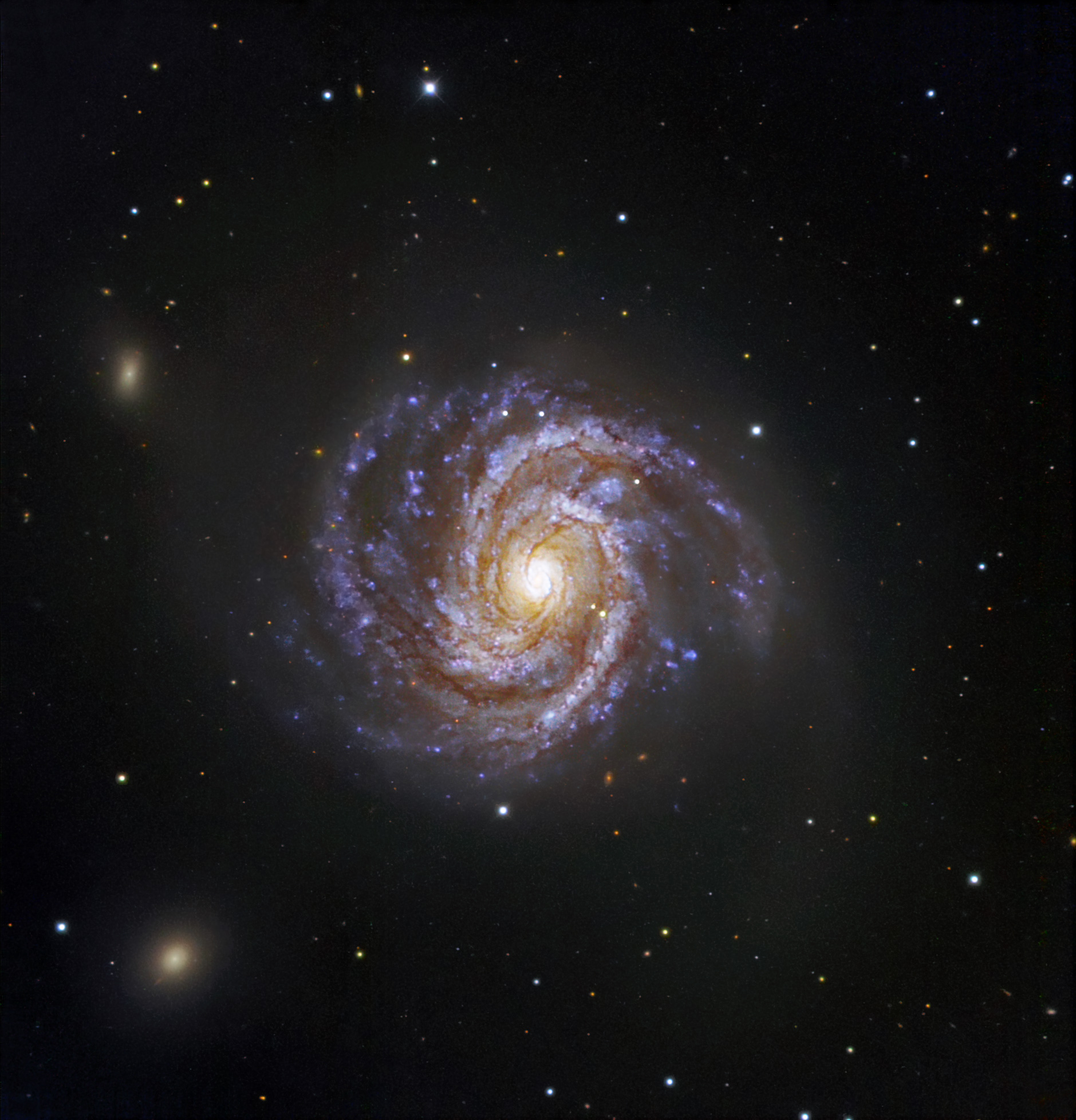
Messier 100, ESO
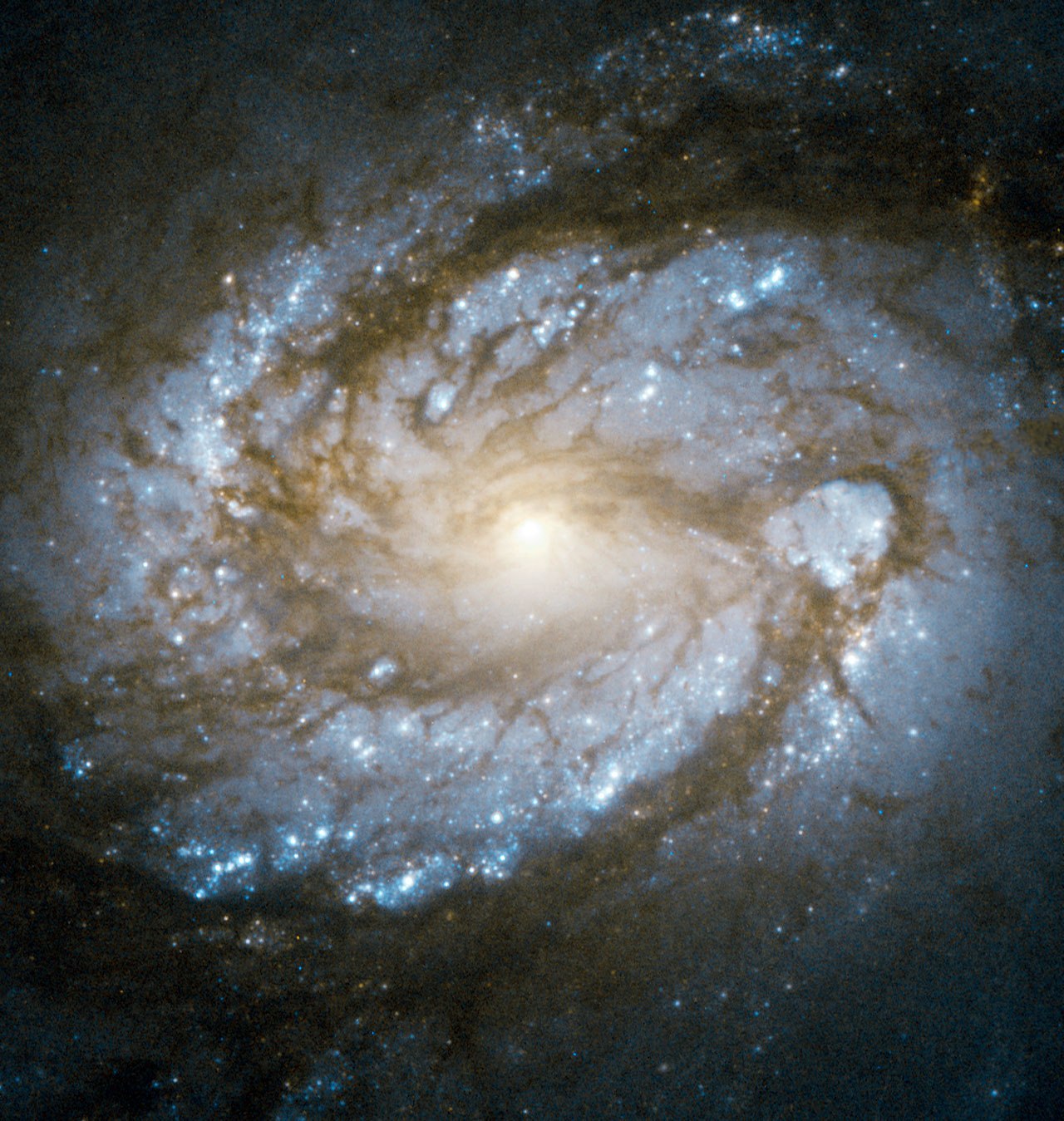
Messier 100, Telescópio Espacial Hubble
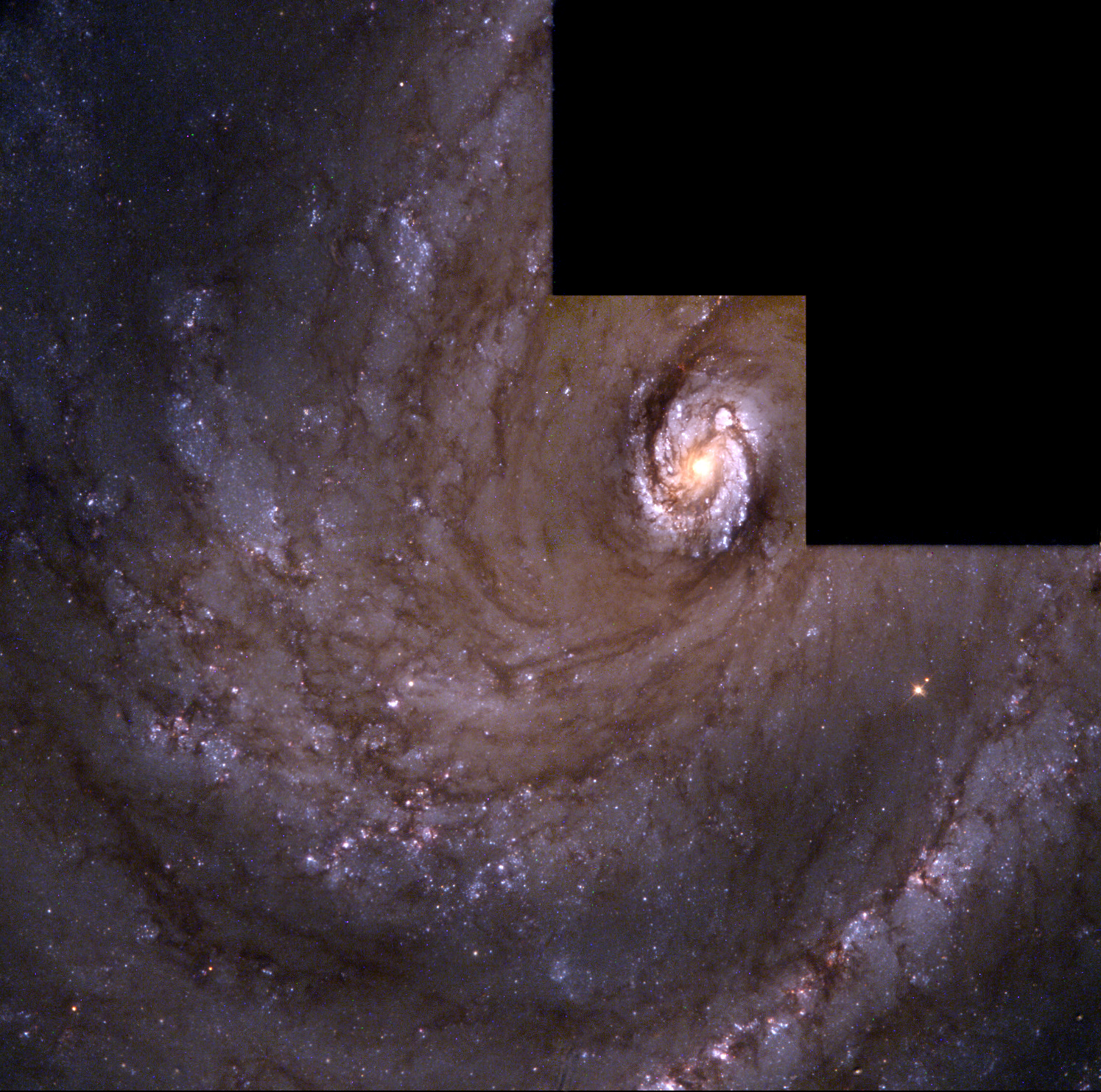
Messier 100, Telescópio Espacial Hubble
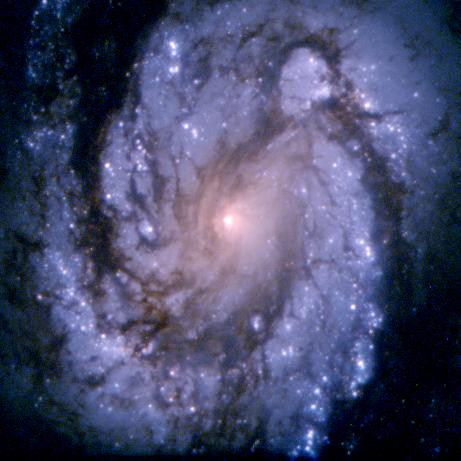
Messier 100, Telescópio Espacial Hubble